# Pseudomys fumeus
Pseudomys fumeus is een knaagdier uit het geslacht Pseudomys dat voorkomt in Australië. Zijn verspreidingsgebied is verdeeld in twee populaties, die iets van elkaar verschillen in grootte en kleur: de ene leeft in het oosten van Victoria en het zuidoosten van New South Wales en de andere in de Grampians van het westen van Victoria. Ze leven voornamelijk in sclerophyll forest en verschillende soorten heath.
De rug is grijs, de onderkant lichtgrijs. Exemplaren uit de Grampians zijn wat donkerder en groter. Op de bek zit een veel donkerdere, bijna zwarte vlek, die groter is bij de exemplaren uit de Grampians. De staart is van boven bruin en van onder wit. Vrouwtjes hebben 0+2=4 spenen. Verschillende kwantitatieve kenmerken zijn in onderstaande tabel opgenomen:
| Kenmerk               | Grampians | Oostelijke populatie |
| --------------------- | --------- | -------------------- |
| Kop-romplengte (mm)   | 112-136   | 95-118               |
| Staartlengte (mm)     | 115-150   | 105-130              |
| Achtervoetlengte (mm) | 26-29     | 25-28                |
| Oorlengte (mm)        | 19-22     | 18-21                |
| Gewicht (g)           | 50-86     | 26-46                |

Deze soort slaapt in groepjes in nesten. Het dier eet zaden, fruit, schimmels en geleedpotigen. Jongen worden aan het eind van de zomer (december-februari) geboren. Als ze verstoord worden, tillen ze hun staart op en laten hem langzaam weer zakken.
Pseudomys albocinereus · 
Pseudomys apodemoides · 
Pseudomys auritus† · 
Pseudomys australis · 
Pseudomys bolami · 
Pseudomys calabyi · 
Pseudomys chapmani · 
Pseudomys delicatulus · 
Pseudomys desertor · 
Pseudomys fumeus · 
Pseudomys glaucus · 
Pseudomys gouldii · 
Pseudomys gracilicaudatus · 
Pseudomys hermannsburgensis · 
Pseudomys higginsi · 
Pseudomys johnsoni · 
Pseudomys mimulus · 
Pseudomys nanus · 
Pseudomys novaehollandiae · 
Pseudomys occidentalis · 
Pseudomys oralis · 
Pseudomys patrius · 
Pseudomys pilbarensis · 
Pseudomys pilligaensis · 
Pseudomys shortridgei · 
Pseudomys vandycki†